# ری ویلکینز
ریموند کالین ویلکینز (انگلیسی: Raymond Colin Wilkins؛ زادهٔ ۱۴ سپتامبر ۱۹۵۶ - درگذشتهٔ ۴ آوریل ۲۰۱۸) بازیکن فوتبال و مربی فوتبال اهل انگلستان بود.
او در خانواده‌ای فوتبالی به دنیا آمد و پدر و سه برادرش نیز بازیکن بودند. ویلکینز فوتبالش را در پست هافبک در چلسی آغاز کرد و در ۱۸ سالگی به عنوان کاپیتان این باشگاه انتخاب شد، سپس برای باشگاه‌هایی دیگر چون منچستر یونایتد، میلان، کویینز پارک رنجرز و رنجرز هم بازی کرد. او ۸۴ بار هم برای تیم ملی فوتبال انگلستان بین سال‌های ۱۹۷۶ تا ۱۹۸۶ به میدان رفت و در جام ملت‌های اروپا ۱۹۸۰ و ۱۹۸۲ و جام جهانی فوتبال ۱۹۸۶ شرکت کرد.
او پس از بازنشستگی، به عنوان کارشناس تلویزیون فعالیت کرد؛ سپس مربی و سرمربیگری تیم‌های کویینز پارک رنجرز، فولام و چلسی را برعهده گرفت. او در جام ملت‌های آسیا ۲۰۱۵، هدایت تیم ملی فوتبال اردن را برعهده داشت و کمی بعد در همان سال به عنوان دستیار سرمربی استون ویلا به خدمت گرفته شد تا آخرین شغل مربیگری وی باشد.

## رسانه‌ها
در دهه ۹۰ میلادی، ویلکینز بخش گروهی بود که در تهیهٔ برنامهٔ فوتبال ایتالیا در کانال ۴ نقش داشتند. ویلکینز بعدها به عنوان کارشناس خبره برای اسکای اسپورت، بخصوص هنگام پوشش لیگ قهرمانان اروپا ظاهر شد.

## مرگ
در ۳۰ مارس ۲۰۱۸، ویلکینز بر اثر ایست قلبی به زمین افتاد در بیمارستان سنت جرج در توتینگ در کمای مصنوعی قرار داده شد. او در ۴ آوریل ۲۰۱۸ در سن ۶۱ سالگی درگذشت.
چند ساعت پس از مرگ ویلکینز، میلان به مصاف رقیب سنتی‌اش اینتر برای برگزاری شهرآورد دلا مادونینا در ورزشگاه سن سیرو رفت. فرانکو بارزی کاپیتان سابق او دسته گلی را در کنار پیراهن او در کنار زمین قرار داد. قسمتی از هواداران میلان بنری حاوی جملهٔ «Ciao Ray: Leggenda Rossonera» (فارسی: «خداحافظ ری: اسطوره قرمز مشکی‌ها») را در دست داشتند. در روز ۸ آوریل، هنگام بازی خانگی چلسی برابر وستهام یونایتد، طرفداران در ورزشگاه استمفورد بریج به مدت شصت ثانیه در دقیقه ۸ برای ادای احترام به ویلکینز، او را تشویق کردند.

## آمار

### باشگاهی
منابع:
| باشگاه            | فصل     | دسته               | لیگ        | لیگ    | اف‌ای کاپ   | اف‌ای کاپ | دیگر       | دیگر   | مجموع      | مجموع  |
| باشگاه            | فصل     | دسته               | تعداد بازی | گل زده | تعداد بازی | گل زده   | تعداد بازی | گل زده | تعداد بازی | گل زده |
| ----------------- | ------- | ------------------ | ---------- | ------ | ---------- | -------- | ---------- | ------ | ---------- | ------ |
| چلسی              | ۷۴–۱۹۷۳ | دسته اول           | ۶          | ۰      | ۱          | ۰        | ۰          | ۰      | ۷          | ۰      |
| چلسی              | ۷۵–۱۹۷۴ | دسته اول           | ۲۱         | ۲      | ۲          | ۰        | ۱          | ۰      | ۲۴         | ۲      |
| چلسی              | ۷۶–۱۹۷۵ | دسته دوم           | ۴۲         | ۱۱     | ۴          | ۱        | ۴          | ۰      | ۵۰         | ۱۲     |
| چلسی              | ۷۷–۱۷۷۶ | دسته دوم           | ۴۲         | ۷      | ۲          | ۰        | ۶          | ۲      | ۵۰         | ۹      |
| چلسی              | ۷۸–۱۹۷۷ | دسته اول           | ۳۳         | ۷      | ۳          | ۱        | ۴          | ۱      | ۴۰         | ۸      |
| چلسی              | ۸۹–۱۹۷۸ | دسته اول           | ۳۵         | ۳      | ۰          | ۰        | ۱          | ۰      | ۳۶         | ۳      |
| چلسی              | مجموع   | مجموع              | ۱۷۹        | ۳۰     | ۱۲         | ۲        | ۱۶         | ۳      | ۲۰۷        | ۳۵     |
| منچستر یونایتد    | ۸۰–۱۹۷۹ | دسته اول           | ۳۷         | ۲      | ۲          | ۰        | ۳          | ۰      | ۴۲         | ۲      |
| منچستر یونایتد    | ۸۱–۱۹۸۰ | دسته اول           | ۱۳         | ۰      | ۲          | ۰        | ۰          | ۰      | ۱۵         | ۰      |
| منچستر یونایتد    | ۸۲–۱۹۸۱ | دسته اول           | ۴۲         | ۱      | ۱          | ۰        | ۲          | ۰      | ۴۵         | ۱      |
| منچستر یونایتد    | ۸۳–۱۹۸۲ | دسته اول           | ۲۶         | ۱      | ۴          | ۱        | ۶          | ۰      | ۳۶         | ۲      |
| منچستر یونایتد    | ۸۴–۱۹۸۳ | دسته اول           | ۴۲         | ۳      | ۱          | ۰        | ۱۳         | ۲      | ۵۶         | ۵      |
| منچستر یونایتد    | مجموع   | مجموع              | ۱۶۰        | ۷      | ۱۰         | ۱        | ۲۴         | ۲      | ۱۹۴        | ۱۰     |
| میلان             | ۸۵–۱۹۸۴ | سری آ              | ۲۸         | ۰      |            |          |            |        | ۲۸         | ۰      |
| میلان             | ۸۶–۱۹۸۵ | سری آ              | ۲۹         | ۲      |            |          |            |        | ۲۹         | ۲      |
| میلان             | ۸۷–۱۹۸۶ | سری آ              | ۱۶         | ۰      |            |          |            |        | ۱۶         | ۰      |
| میلان             | مجموع   | مجموع              | ۷۳         | ۲      |            |          |            |        | ۷۳         | ۲      |
| پاری سن ژرمن      | ۸۸–۱۹۸۷ | لیگ ۱              | ۱۳         | ۰      |            |          |            |        | ۱۳         | ۰      |
| رنجرز             | ۸۸–۱۹۸۷ | دسته برتر اسکاتلند | ۲۴         | ۱      |            |          |            |        | ۲۴         | ۱      |
| رنجرز             | ۸۹–۱۹۸۸ | دسته برتر اسکاتلند | ۳۱         | ۱      |            |          |            |        | ۳۱         | ۱      |
| رنجرز             | ۹۰–۱۹۸۹ | دسته برتر اسکاتلند | ۱۵         | ۰      |            |          |            |        | ۱۵         | ۰      |
| رنجرز             | مجموع   | مجموع              | ۷۰         | ۲      |            |          |            |        | ۷۰         | ۲      |
| کویینز پارک رنجرز | ۹۰–۱۹۸۹ | دسته اول           | ۲۳         | ۱      | ۹          | ۲        | ۰          | ۰      | ۳۲         | ۳      |
| کویینز پارک رنجرز | ۹۱–۱۹۹۰ | دسته اول           | ۳۸         | ۲      | ۱          | ۰        | ۵          | ۰      | ۴۴         | ۲      |
| کویینز پارک رنجرز | ۹۲–۱۹۹۱ | دسته اول           | ۲۷         | ۱      | ۱          | ۰        | ۲          | ۱      | ۳۰         | ۲      |
| کویینز پارک رنجرز | ۹۳–۱۹۹۲ | لیگ برتر           | ۲۷         | ۲      | ۱          | ۰        | ۴          | ۰      | ۳۲         | ۲      |
| کویینز پارک رنجرز | ۹۴–۱۹۹۳ | لیگ برتر           | ۳۹         | ۱      | ۱          | ۰        | ۴          | ۰      | ۴۴         | ۱      |
| کویینز پارک رنجرز | مجموع   | مجموع              | ۱۵۴        | ۷      | ۱۳         | ۲        | ۱۵         | ۱      | ۱۸۲        | ۱۰     |
| کریستال پالاس     | ۹۴–۱۹۹۳ | لیگ برتر           | ۱          | ۰      | ۰          | ۰        | ۰          | ۰      | ۱          | ۰      |
| کویینز پارک رنجرز | ۹۵–۱۹۹۴ | لیگ برتر           | ۲          | ۰      | ۰          | ۰        | ۰          | ۰      | ۲          | ۰      |
| کویینز پارک رنجرز | ۹۶–۱۹۹۵ | لیگ برتر           | ۱۵         | ۰      | ۱          | ۰        | ۳          | ۰      | ۱۹         | ۰      |
| کویینز پارک رنجرز | ۹۷–۱۹۹۶ | لیگ برتر           | ۴          | ۰      | ۰          | ۰        | ۰          | ۰      | ۴          | ۰      |
| کویینز پارک رنجرز | مجموع   | مجموع              | ۲۱         | ۰      | ۱          | ۰        | ۳          | ۰      | ۲۵         | ۰      |
| وایکام واندررز    | ۹۷–۱۹۹۶ | دسته دوم           | ۱          | ۰      | ۰          | ۰        | ۰          | ۰      | ۱          | ۰      |
| هیبرنین           | ۹۷–۱۹۹۶ | دسته برتر اسکاتلند | ۱۶         | ۰      |            |          |            |        | ۱۶         | ۰      |
| میلوال            | ۹۷–۱۹۹۶ | دسته دوم           | ۳          | ۰      | ۰          | ۰        | ۱          | ۰      | ۴          | ۰      |
| لیتون اورینت      | ۹۷–۱۹۹۶ | دسته سوم           | ۳          | ۰      | ۰          | ۰        | ۰          | ۰      | ۳          | ۰      |
| مجموع             | مجموع   | مجموع              | ۶۹۴        | ۴۸     | ۳۶         | ۵        | ۵۹         | ۶      | ۷۸۹        | ۵۹     |

### ملی
| تیم ملی انگلستان | تیم ملی انگلستان | تیم ملی انگلستان |
| سال              | تعداد بازی       | گل زده           |
| ---------------- | ---------------- | ---------------- |
| ۱۹۷۶             | ۳                | ۰                |
| ۱۹۷۷             | ۷                | ۰                |
| ۱۹۷۸             | ۸                | ۰                |
| ۱۹۷۹             | ۹                | ۱                |
| ۱۹۸۰             | ۸                | ۱                |
| ۱۹۸۱             | ۷                | ۰                |
| ۱۹۸۲             | ۱۲               | ۱                |
| ۱۹۸۳             | ۱                | ۰                |
| ۱۹۸۴             | ۱۰               | ۰                |
| ۱۹۸۵             | ۹                | ۰                |
| ۱۹۸۶             | ۱۰               | ۰                |
| مجموع            | ۸۴               | ۳                |

### گل‌های ملی
| شماره. | تاریخ         | محل برگزاری     | بازی | حریف         | امتیاز | نتیجه | رقابت                 | منبع   |
| ------ | ------------- | --------------- | ---- | ------------ | ------ | ----- | --------------------- | ------ |
| ۱      | ۱۳ ژوئن ۱۹۷۹  | پریتراستادیون   | ۲۴   | اتریش        | ۳–۳    | ۳–۴   | دوستانه               | [ ۱۵ ] |
| ۲      | ۱۲ ژوئن ۱۹۸۰  | ورزشگاه کموناله | ۳۳   | بلژیک        | ۱–۰    | ۱–۱   | جام ملت‌های اروپا ۱۹۸۰ | [ ۱۶ ] |
| ۳      | ۲۳ فوریه ۱۹۸۲ | ورزشگاه ومبلی   | ۴۳   | ایرلند شمالی | ۳–۰    | ۴–۰   | Home Championship     | [ ۱۷ ] |

### مربی
| تیم               | از              | تا              | رکورد      | رکورد | رکورد | رکورد | رکورد       | منبع   |
| تیم               | از              | تا              | تعداد بازی | برد   | مساوی | باخت  | درصد پیروزی | منبع   |
| ----------------- | --------------- | --------------- | ---------- | ----- | ----- | ----- | ----------- | ------ |
| کویینز پارک رنجرز | ۱۵ نوامبر ۱۹۹۴  | ۴ سپتامبر ۱۹۹۶  | ۸۰         | ۳۱    | ۱۳    | ۳۶    | ۰۳۹         | [ ۱۲ ] |
| فولام             | ۲۵ سپتامبر ۱۹۹۷ | ۷ مه ۱۹۹۸       | ۴۳         | ۲۰    | ۸     | ۱۵    | ۰۴۷         | [ ۱۲ ] |
| چلسی (سرپرست)     | ۱۳ سپتامبر ۲۰۰۰ | ۱۷ سپتامبر ۲۰۰۰ | ۲          | ۱     | ۰     | ۱     | ۰۵۰         | [ ۱۲ ] |
| چلسی (سرپرست)     | ۹ فوریه ۲۰۰۹    | ۱۴ فوریه ۲۰۰۹   | ۱          | ۱     | ۰     | ۰     | ۱۰۰         | [ ۱۲ ] |
| اردن              | ۳ سپتامبر ۲۰۱۴  | ۱ ژوئیه ۲۰۱۵    | ۱۵         | ۲     | ۲     | ۱۱    | ۰۱۳         | [ ۱۸ ] |
| مجموع             | مجموع           | مجموع           | ۱۴۲        | ۵۶    | ۲۳    | ۶۳    | ۰۳۹         |        |

## افتخارات

### بازیکن
منچستر یونایتد
- جام حذفی فوتبال انگلستان: ۱۹۸۳[۱۹]
- جام خیریه انگلستان: ۱۹۸۳[۲۰]

رنجرز
- دسته برتر اسکاتلند: ۸۹–۱۹۸۸، ۹۰–۱۹۸۹
- جام اتحادیه باشگاه‌های اسکاتلند: ۸۹–۱۹۸۸

فردی
- بازیکن سال باشگاه فوتبال چلسی: ۱۹۷۶، ۱۹۷۷[۲۲]
- تالار افتخارات فوتبال انگلستان: ۲۰۱۳[۲۳]

### کمک مربی
چلسی
- لیگ برتر فوتبال انگلستان: ۱۰–۲۰۰۹
- جام حذفی فوتبال انگلستان: ۲۰۱۰
- جام خیریه انگلستان: ۲۰۰۹